# Birka
Birka (též Birca či Bierkø, dnes psáno Björkö) bylo důležité obchodní středisko v oblasti Baltského moře od osmého do desátého století (v období Vikingů). Žilo zde až 1000 osob. Obchodovalo se zbožím z východní Evropy a Orientu, možná až z Číny. Rozkládalo se na severozápadním cípu ostrova Björkö v jezeře Mälaren ve Švédsku, západně od dnešního Stockholmu a nedaleko od dalšího obchodního centra Helgö. Dnes je to archeologické naleziště, při kterém bylo vybudováno muzeum  s replikami původních staveb.
V roce 1993 byla Birka a sousední Hovgården zapsány na seznam světového dědictví UNESCO.

## Galerie

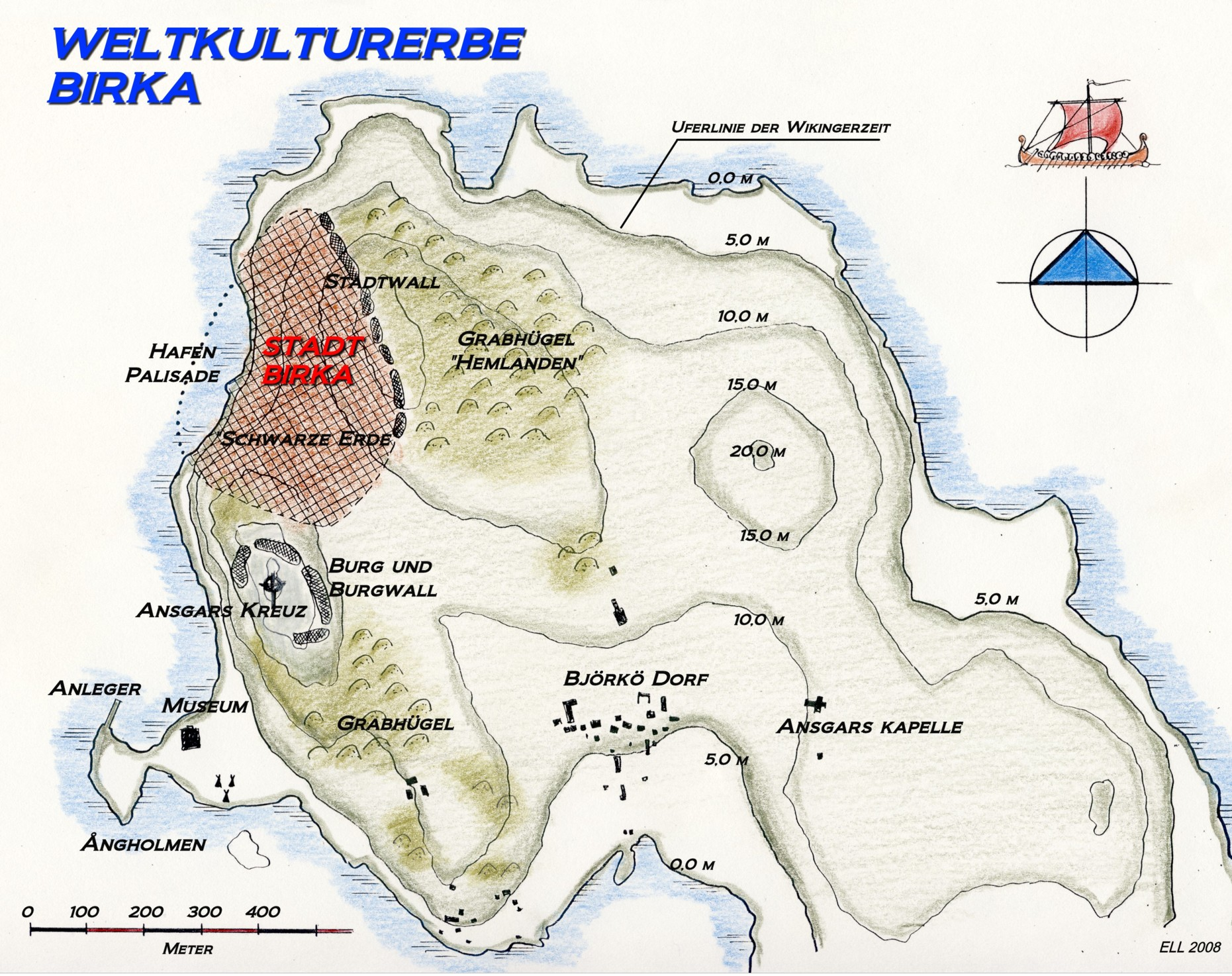
mapa
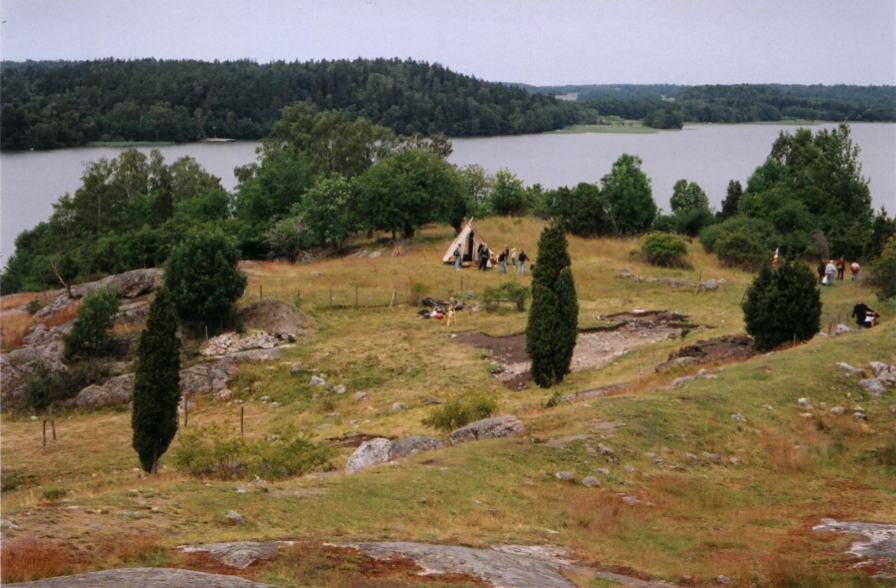
Pozůstatky Birky
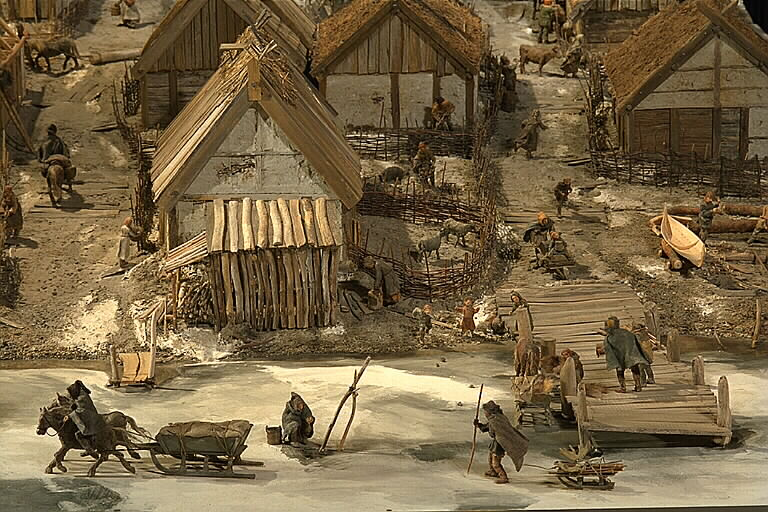
model původní osady
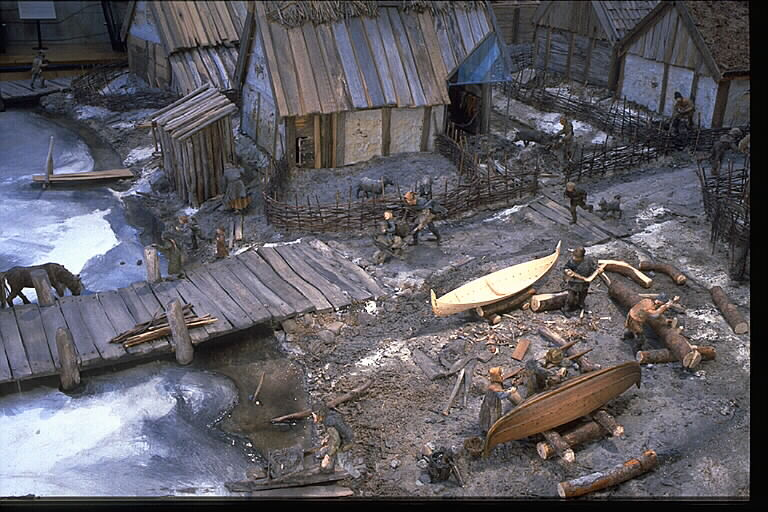
model původní osady